# Pedra rúnica de Berezán

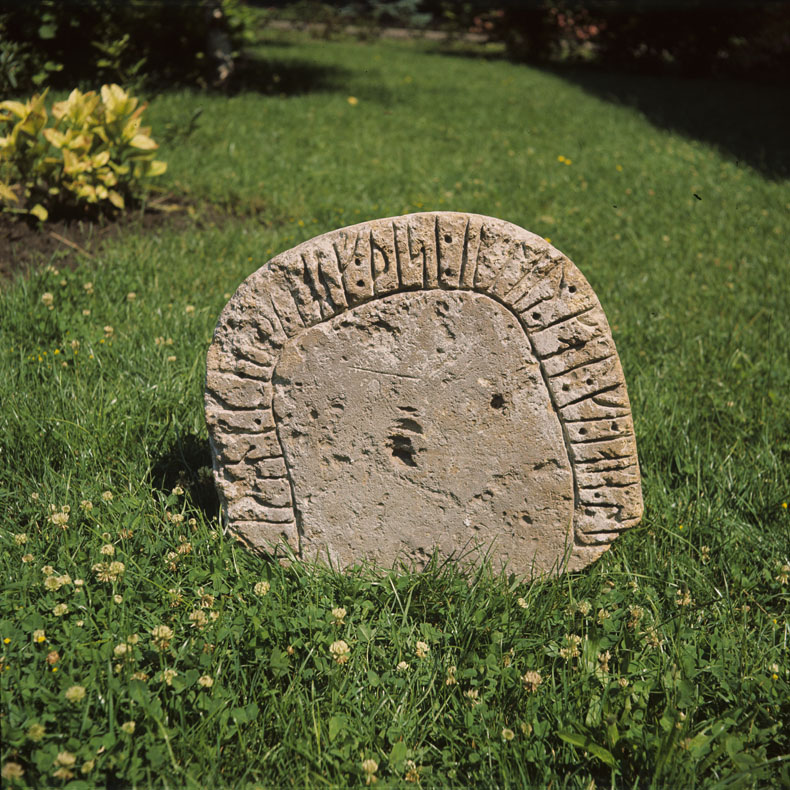

A pedra rúnica de Berezán (código rundata: X UaFv1914; 47) é uma pedra rúnica descoberta em 1905 por Ernst von Stern, professor da universidade de Odessa, na ilha de Berezán, na foz do rio Dniepre no Mar Negro. A pedra rúnica tem 48 cm de largura, 47 cm de altura e 12 cm de largura, e está preservada no museu de Odessa. Foi feita provavelmente  no início do século XI por um comerciante varegue (viquingue) chamado Grani em memória de seu sócio Carlos, ambos provavelmente originários da ilha da Gotlândia, na Suécia.
| Transliteração | Grani gærði hualf Þæssi æftir Karl felaga sin |
| Tradução       | Grani fez esta pedra tumular em memória do seu companheiro Carlos |
| Comentários    | O seu aspeto geral é semelhante ao das pedras idênticas da Gotlândia, pelo que se supõe que Grani e Carlos eram comerciantes gotlandeses em viagem de negócios, e que Carlos morreu em Berezan por motivo desconhecido. |